# Brown Eyed Girls
Brown Eyed Girls (Hangul: 브라운 아이드 걸스, Kana: ブラウン·アイド·ガールズ), thường được viết tắt là BEG, BG hoặc 브아걸 (BEU-ah-Geol) là một nhóm nhạc nữ Hàn Quốc được quản lý bởi Mystic Entertainment. Nhóm này bao gồm bốn thành viên: Jea, Miryo, Narsha và Gain. Họ đã ra mắt như với nhạc R&B/Ballad với "Come Closer" (다가와서) vào năm 2006 và kể từ đó thách thức chính mình với một loạt đáng chú ý của nhiều thể loại âm nhạc khác nhau.
Họ tăng dần sự nổi tiếng vào năm 2008 với "L.O.V.E" và số retro-dance của họ "How Come", mặc dù củng cố vị trí của mình trong K-pop thế giới vào năm 2009 với "Abracadabra", với thể loại nhạc điện tử dựa trên nó, đi tiên phong (mặc dù gây tranh cãi) khái niệm, cùng với nó mang tính biểu tượng và bây giờ được công nhận trên toàn cầu mang tên The dance Arrogant (시건방춤)—càng ăn sâu hơn về thành công mình vào nền văn hóa phổ biến hiện đại.
Nhóm bắt đầu liên doanh của họ vào thị trường âm nhạc Nhật Bản với việc phát hành một phiên bản tiếng Nhật của album tiếng Hàn thứ 3 ồ ạt thành công của họ, Sound-G, vào cuối năm 2010, với chương trình khuyến mãi đầy đủ được tổ chức trong suốt đầu năm 2011 dưới Sony Music Japan, nơi họ đã đạt được thành công vừa phải. Họ trở lại Hàn Quốc vào cuối năm 2011, thu hút sự thành công hơn nữa và sự hoan nghênh với album thứ tư của họ và bài hát tiêu đề "Sixth Sense". Khác hơn là thúc đẩy như một nhóm, tất cả các thành viên đã phát

## Thành viên
| Nghệ danh | Nghệ danh | Tên khai sinh | Tên khai sinh | Tên khai sinh | Tên khai sinh  | Ngày sinh                                              | Vị trí                                                              |
| Romaja    | Hangul    | Romaja        | Hangul        | Hanja         | Hán Việt       | Ngày sinh                                              | Vị trí                                                              |
| --------- | --------- | ------------- | ------------- | ------------- | -------------- | ------------------------------------------------------ | ------------------------------------------------------------------- |
| JeA       | 제아      | Kim Hyo-jin   | 김효진        | 金孝珍        | Kim Hiếu Trân  | 18 tháng 9, 1981 Seocho-gu, Seoul, Hàn Quốc            | Trưởng nhóm, Hát chính.                                             |
| Miryo     | 미료      | Jo Mi-hye     | 조미혜        | 趙美惠        | Triệu Mĩ Huệ   | 2 tháng 11, 1981 Suncheon, Jeolla Nam, Hàn Quốc        | Rap chính, Hát phụ.                                                 |
| Narsha    | 나르샤    | Park Hyo-jin  | 박효진        | 朴效真        | Phác Hiệu Chân | 28 tháng 12, 1981 Eungbong, Seongdong, Seoul, Hàn Quốc | Hát dẫn, Rap dẫn, Nhảy dẫn.                                         |
| Gain      | 가인      | Son Ga-in     | 손가인        | 孫佳人        | Tôn Giai Nhân  | 20 tháng 9, 1987 Seoul Hàn Quốc                        | Nhảy chính, Hát dẫn, Rap phụ, Trực quan, Gương mặt đại diện, Em út. |

## Danh sách đĩa nhạc

### Album phòng thu
- 2006: Your Story
- 2007: Leave Ms. Kim
- 2009: Sound-G
- 2011: Sixth Sense
- 2013: Black Box
- 2015: Basic
- 2019: RE_vive

### Đĩa mở rộng
- 2008: With L.O.V.E
- 2008: My Style
- 2010: Festa On Ice 2010

### Special album
- 2011: Sixth Sense Repackage - Special Edition
- 2014: Brown Eyed Girls BEST - Special Moments

## Giải thưởng
| Năm  | Giải thưởng |
| ---- | --- |
| 2006 | - Cyworld Digital Music Awards: Bài hát của tháng (tháng 7) 'Hold the Line" - 16th Seoul Music Awards: Giải nghệ sĩ mới |
| 2008 | - 23rd Golden Disk Awards: Digital Music Award |
| 2009 | - 18th Seoul Music Awards: Giải Bonsang - Cyworld Digital Music Awards: Bài hát của tháng (tháng 8) "Abracadabra" - Mnet Asian Music Awards: Best House & Electronic Song "Abracadabra" - Mnet Asian Music Awards: Nhóm nhạc nữ xuất sắc nhất |
| 2010 | - 2009 Cyworld Digital Music Awards: Giải Bonsang - 19th Seoul Music Awards: Giải Bonsang - 7th Korean Music Awards: Vũ đạo xuất sắc & Electronic Album "Sound-G" - 7th Korean Music Awards: Vũ đạo xuất sắc & Electronic song "Abracadabra"  |

## Chương trình âm nhạc
Đây là bộ sưu tầm giải thưởng chiến thắng của Brown Eyed Girls trên chương trình truyền hình Hàn Quốc. Inkigayo phát sóng trên SBS, M! Countdown trên truyền hình cáp Hàn Quốc Mnet và Music Bank trên KBS.

### Music Bank
| Năm  | Ngày       | Bài hát     |
| ---- | ---------- | ----------- |
| 2008 | 22 tháng 2 | L.O.V.E     |
| 2009 | 21 tháng 8 | Abracadabra |

### Inkigayo
| Năm  | Ngày        | Bài hát     |
| ---- | ----------- | ----------- |
| 2008 | 2 tháng 3   | L.O.V.E     |
| 2008 | 9 tháng 3   | L.O.V.E     |
| 2009 | 16 tháng 8  | Abracadabra |
| 2009 | 23 tháng 8  | Abracadabra |
| 2011 | 16 tháng 10 | Sixth Sense |
| 2011 | 23 tháng 10 | Sixth Sense |

### M! Countdown
| Năm  | Ngày        | Bài hát     |
| ---- | ----------- | ----------- |
| 2009 | 20 tháng 8  | Abracadabra |
| 2009 | 3 tháng 9   | Abracadabra |
| 2011 | 6 tháng 10  | Sixth Sense |
| 2011 | 20 tháng 10 | Sixth Sense |